# Lane United Football Club
Lane United Football Club é uma agremiação esportiva da cidade de Eugene, Oregon Atualmente disputa a Premier Development League.

## História
A equipe foi admitida na Premier Development League no dia 18 de julho de 2013. Seu primeiro jogo foi contra o Portland Timbers U23s, sendo derrotado por 3x0. Sua primeira vitória foi contra o Southern Oregon Fuego por 4x0.
Em 2014 a equipe faz sua primeira participação na PDL, ficando em oitavo lugar na conferência e não se classificando para os playoffs. Em 2015 a equipe fica em quinto lugar e não se classifica para os playoffs. Em 2016 pelo terceiro ano seguido a equipe é eliminada antes dos playoffs.